# Prix Nord-Sud
Chaque année le prix Nord-Sud du Conseil de l’Europe est attribué à deux personnalités s’étant distinguées par leur profond engagement et actions pour la promotion et la protection des droits humains, pour la défense de la démocratie pluraliste, et pour le renforcement du partenariat et de la solidarité Nord-Sud. Le prix a été créé en 1995 et est aussi connu comme le prix Nord-Sud de Lisbonne.

## Appel à candidature et sélection
Le « quadrilogue » (composé des gouvernements, membres du parlement, pouvoirs locaux et régionaux ainsi que des organisations non-gouvernementales de la société civile) impliqués dans la surveillance du Centre Nord-Sud du Conseil de l’Europe, ainsi que les représentants des médias et les organisations gouvernementales internationales et  régionales, sont appelés à nommer des candidats ou des organisations dont les activités méritent d’être distinguées.
L’appel à candidature est diffusé sur le site web et les bulletins du Centre Nord-Sud. Les partenaires du Centre sont invités à diffuser largement cette information dans leurs organes de communication. Le dossier est envoyé à chaque membre du jury pour appréciation. Après analyse des dossiers, le jury du prix Nord-Sud désigne les lauréats. 

## Critères de sélection des candidats
Le prix est décerné à un candidat du Nord et à un candidat du Sud (de préférence un homme et une femme). Les candidats doivent s’être distingués dans les domaines d’action suivants : protection des droits de l’homme, défense de la démocratie pluraliste, sensibilisation de l’opinion publique aux questions d’interdépendance et de solidarité mondiales, et renforcement du partenariat Nord-Sud. Les candidats peuvent être nommés pour les actions dans des domaines culturels, institutionnels et politiques.

## Jury du prix Nord-Sud
Le jury du prix Nord-Sud est composé des membres du Bureau du Centre Nord-Sud et du secrétaire général du Conseil de l’Europe, sous la présidence du président du Conseil exécutif du Centre Nord-Sud. Le jury est assisté dans sa tâche par le secrétariat du Centre Nord-Sud.

## Prix
Il s'agit d'un prix honorifique. 

### Lauréats
- 1995 : Peter Gabriel et Vera Duarte
- 1996 : Danielle Mitterrand et « les femmes algériennes »
- 1997 : Mary Robinson et Patricio Aylwin
- 1998 : Graça Machel et Lloyd Axworthy
- 1999 : Emma Bonino et Abderrahman Youssoufi
- 2000 : Marguerite Barankitse et Mario Soares
- 2001 : Maria de Nazaré Gadelha Ferreira Fernandes et Cornelio Sommaruga
- 2002 : Albina du Boisrouvray et Xanana Gusmão
- 2003 : Frene Ginwala et Antonio de Almeida Santos
- 2004 : Nawal El Saadawi et Stéphane Hessel
- 2005 : Bogaletch Gebre et Bob Geldof
- 2006 : Mukhtaran Bibi et Francisco Van Der Hoff
- 2007 : Kofi Annan et Simone Veil
- 2008 : Rania de Jordanie et Jorge Sampaio
- 2009 : Mikhaïl Gorbatchev et Rola Dashti
- 2010 : Louise Arbour et Lula da Silva
- 2011 : Boris Tadić et Souhayr Belhassen
- 2012 : Monika Hauser et Asma Jilani Jahangir
- 2013 : Aga Khan IV et Suzanne Jabbour
- 2014 : Maura Lynch et André Azoulay
- 2015 : Lora Pappa et Joaquim Alberto Chissano
- 2016 : Giusi Nicolini et Mbarka Brahmi
- 2017 : Kristiina Kumpula () et Dr Abbas Gullet ()[1]
- 2018 : Jaha Mapenzi Dukureh et Damien Carême[2]
- 2019 : Nabila Hamza et Leoluca Orlando[3]
- 2020 : La Commission internationale contre la peine de mort (ICDP) et le Réseau des experts méditerranéens sur le climat et le changement environnemental en Méditerranée (MedECC)[4]